# Mariano Puerta
Mariano Porta és un jugador de tennis argentí, nascut el 19 de setembre de 1978 a San Francisco, província de Córdoba, Argentina.

## Tornejos de Grand Slam

### Finalista d'Individuals (1)
| Any  | Campionat       | Oponent a la final | Resultat al final  |
| 2005 | Obert de França | Rafael Nadal       | 7-6(6) 3-6 1-6 5-7 |

## Títols(6;3+3)

### Individuals (3)
| Llegenda               |
| Grand Slam (0)         |
| Tennis Masters Cup (0) |
| ATP Masters Series (0) |
| ATP Tour (3)           |

| Nº | Data               | Torneig    | Superfície   | Oponent a la final | Resultat   |
| -- | ------------------ | ---------- | ------------ | ------------------ | ---------- |
| 1. | 10 de maig de 1998 | Palerm     | Terra batuda | Franco Squillari   | 6-3 6-2    |
| 2. | 3 de juny de 2000  | Bogotá     | Terra batuda | Younes El Aynaoui  | 6-4 7-6(5) |
| 3. | 4 d'abril de 2005  | Casablanca | Terra batuda | Juan Mónaco        | 6-4 6-1    |

### Finalista d'individuals (7)
- 1998: 
  - ATP de San Marino perd contra Dominik Hrbaty per 2-6 5-7 sobre Terra Batuda.
- 2000: 
  - ATP de Mèxic perd contra Juan Ignacio Chela per 4-6 6-7(4) sobre Terra Batuda.
  - ATP de Santiago perd contra Gustavo Kuerten per 6-7(3) 3-6 sobre Terra Batuda.
  - ATP de Gstaad perd contra Alex Corretja per 1-6 3-6 sobre Terra Batuda.
  - ATP de Umag perd contra Marcelo Ríos per 6-7(1) 6-4 3-6 sobre Terra Batuda.
- 2005:
  - ATP de Buenos Aires perd contra Gastón Gaudio per 4-6 4-6 sobre Terra Batuda.
  - Roland Garros perd contra Rafael Nadal per 7-6(6) 3-6 1-6 5-7 sobre Terra Batuda.

### Classificació en tornejos del Grand Slam
| Torneo             | 2005 | 2004 | 2003 | 2002 | 2001 | 2000 | 1999 | 1998 | Títols |
| ------------------ | ---- | ---- | ---- | ---- | ---- | ---- | ---- | ---- | ------ |
| Open de Australia  | -    | -    | 1r   | -    | -    | 1r   | 2r   | -    | 0      |
| Roland Garros      | F    | -    | 2r   | 2r   | 2r   | 3r   | 2r   | -    | 0      |
| Wimbledon          | 1r   | -    | 1r   | -    | 1r   | -    | -    | 1r   | 0      |
| US Open            | 2r   | -    | 1r   | -    | -    | 1r   | 2r   | 1r   | 0      |
| Tennis Masters Cup | RR   | -    | -    | -    | -    | -    | -    | -    | 0      |

### Dobles (3)
| Llegenda               |
| Grand Slam (0)         |
| Tennis Masters Cup (0) |
| ATP Masters Series (0) |
| ATP Tour (3)           |

| Nº | Data                  | Torneig | Superfície   | Parella        | Oponents a la final                 | Resultat    |
| -- | --------------------- | ------- | ------------ | -------------- | ----------------------------------- | ----------- |
| 1. | 2 de novembre de 1998 | Bogotá  | Terra batuda | Diego del Río  | Gabor Koves · Eric Taino            | 6-7 6-3 6-2 |
| 2. | 26 d'abril de 1999    | Múnic   | Terra batuda | Daniel Orsanic | Massimo Bertolini · Cristian Brandi | 7-6 3-6 7-6 |
| 3. | 26 de juliol de 1999  | Umag    | Terra batuda | Javier Sánchez | Massimo Bertolini · Cristian Brandi | 3-6 6-2 6-3 |

### Títols challenger (8)
| Nº | Data                   | Torneig                 | Superfície   | Oponent a la final | Resultat       |
| -- | ---------------------- | ----------------------- | ------------ | ------------------ | -------------- |
| 1. | 14 de juliol de 1997   | Quito                   | Terra batuda | Ramón Delgado      | 6-1 7-5        |
| 2. | 1 de juliol de 2002    | Màntua                  | Terra batuda | Potito Starace     | 6-3 1-0 ab     |
| 3. | 26 d'agost de 2002     | Bríndisi                | Terra batuda | Leonardo Azzaro    | 6-3 7-6(2)     |
| 4. | 28 d'abril de 2003     | Ais de Provença         | Terra batuda | Rafael Nadal       | 3-6 7-6(4) 6-4 |
| 5. | 16 d'agost de 2004     | Samarcanda              | Terra batuda | Pavel Snobel       | 6-1 6-2        |
| 6. | 13 de setembre de 2004 | Teherán                 | Terra batuda | Melle van Gemerden | 6-3 6-4        |
| 7. | 15 de novembre de 2004 | Santa Cruz de la Sierra | Terra batuda | Franco Ferreiro    | 6-7(5) 6-4 6-3 |
| 8. | 6 de desembre de 2004  | Guadalajara             | Terra batuda | Nicolás Lapentti   | 6-0 6-2        |

### Finalista a challengers (8)
- 1998: Espinho (perd contra Guillermo Cañas)
- 1998: Zagreb (perd contra Jiri Novak)
- 2002: Sassuolo (perd contra David Ferrer)
- 2003: Prostejov (perd contra Radek Stepanek)
- 2004: Bogotá-2 (perd contra Ramón Delgado)
- 2005: La Serena (perd contra Edgardo Massa)
- 2007: Cordenons (perd contra Máximo González)
- 2008: San Luis Potosí (perd contra Brian Dabul)